# Стрмець (Ідрія)
Стрмець (словен. Strmec) — невелике розсіяне поселення в горах на південь від Чрні Врх, знаходиться в общині Ідрія, Регіон Горишка,  Словенія. Висота над рівнем моря: 845,2 м.